# بروارینا، نیو ساوت ولز
بروارینا (به انگلیسی: Brewarrina) یک شهرک در استرالیا است که در نیو ساوت ولز واقع شده‌است.